# Svjetionik Rt Sućuraj
Svjetionik Rt Sućuraj je svjetionik na istočnom rtu otoka Hvara.
Na ovom mjestu već 1874. godine postoji improvizirano svjetlo visoko oko 6 metara, postavljeno na drvenoj konstrukciji uz kapelu sv. Ante Opata. Stari svjetionik i kapela srušeni su u njemačkom bombardiranju 1943. godine. U periodu 1906. – 1908. godine sagrađen je novi svjetionik. Zgrada svjetionika je prizemnica s visokim potkrovljem, tlocrtne dispozicije "L" oblika s prizidanom kvadratnom kulom. Zgrada je jednostavna oblika, pravilne strukture zida, sa skromnim elementima arhitektonske plastike, samo okviri otvora na katu završavaju lučno. Svjetionik se ubraja u skromne primjere tzv. industrijske arhitekture, ali kulturno-povijesno značajan za Sućuraj.

## Zaštita
Pod oznakom Z-4946 zavedena je kao nepokretno kulturno dobro – pojedinačno, pravna statusa zaštićena kulturnog dobra, klasificirano kao "profana graditeljska baština".

## Vanjske poveznice
|  | Zajednički poslužitelj ima još gradiva o temi Svjetionik Rt Sućuraj |